# Federação Islandesa de Futebol
A Federação Islandesa de Futebol (em islandês: Knattspyrnusamband Íslands, KSÍ) é o órgão que governa o futebol na Islândia. A entidade organiza a liga de futebol, Landsbankadeild, e a Seleção Islandesa de Futebol. Ela é sediada em Reykjavík.

## História

### Antes da formação
Desde 1912, já havia uma liga nacional de futebol, e no início havia 3 clubes participantes, e a cada ano, o número de clubes cresceu de forma gradual, até sua formação, quando contava com 14 clubes.

### Formação
Em 1947, a federação foi criada, sendo filiada na FIFA neste mesmo ano e na UEFA em 1954. O primeiro jogo da seleção nacional foi em 1946 contra a Dinamarca, com quem perdeu de 3-0.
Nas últimas décadas, a Islândia tem conseguido bons resultados com regularidade, como 1-0 contra a Rússia, em 1998, e 3-1 contra a República Tcheca.